# Brian Bullard
Brian Bullard (Pittsburg, 17 luglio 1953) è un ballerino, coreografo e insegnante statunitense.

## Biografia
Primo ballerino per 2 anni del Pacific Ballet di San Francisco, ha fatto anche parte dei cast di diverse produzioni di Broadway tra cui Oklahoma! e The Pirates of Penzance.
Ha lavorato nei film A Chorus Line e The Best Little Whorehouse in Texas.
Il suo arrivo in Italia è datato 1983 con la Compagnia del famoso coreografo Bob Fosse nel musical Dancin'.
Ha esordito nella televisione italiana in Fantastico 4 (RaiUno 1983). 
Il passaggio a Mediaset ha sancito il suo sodalizio artistico con Garrison Rochelle: tra i tanti successi firmati  "Brian & Garrison" , Festivalbar, Il grande Bluff, Il Guastafeste, Unomania, e La sai l'ultima?, ma non di più 
Nel 2007 è stato concorrente di Reality Circus, dove è anche arrivato in finale.
Ha curato coreografie per il teatro: La Dodicesima notte al Teatro Romano di Verona, La vedova allegra (con Andrea Bocelli) all'Arena di Verona, nonché The Butterfly Club, uno spettacolo di cui è anche stato regista.
Dal 2012 è insegnante e Art Director dell'acsd Hde-Mìa Accademia Arte Cultura e Spettacolo di Broni (PV)
Attualmente vive a Milano e insegna Jazz Broadway Style al Liceo Licos (Liceo Classico Obiettivo Spettacolo) a Pavia: collabora anche con la scuola di danza Eden a Livorno ed è docente di Repertorio Musical alla SDM- La Scuola del Musical di Milano.

## Televisione
- Passaparola
- La sai l'ultima?
- Provini
- Canzoni sotto l'albero
- Bellissima d'Italia
- Bellissima del mondo
- Moda Mare
- Superstar Tour
- Scherzi a parte
- Reality Circus
- Quelli che il calcio
- Provini - Tutti pazzi per la TV
- The Voice Senior (quarta edizione) (concorrente della Quarta puntata)

Ha lavorato anche alle coreografie di diverse campagne pubblicitarie.

## Filmografia
- Ricordati di me, regia di Gabriele Muccino (2003)
- Commediasexi, regia di Alessandro D'Alatri (2006)